# Mirjana Ognjenović
Mirjana Ognjenović   (Zagreb, 17 de setembre de 1953) fou una jugadora d'handbol croata que va competir sota bandera de Iugoslàvia durant les dècades de 1970 i 1980.
El 1980 va prendre part en els Jocs Olímpics de Moscou, on guanyà la medalla de plata en la competició d'handbol. Quatre anys més tard, als Jocs de Los Angeles, guanyà la medalla d'or en la mateixa competició. En el seu palmarès també destaca una medalla de bronze al Campionat del món d'handbol de 1982.